# Katharina Sulzer-Neuffert

Katharina Sulzer-Neuffert

Katharina Sulzer-Neuffert (* 5. Februar 1778 in Leutkirch; † 27. Januar 1858 in Winterthur) war eine deutschstämmige Schweizer Fabrikantenfrau, die das Geschehen in der Unternehmung «Gebrüder Sulzer» stark beeinflusst und deren Entwicklung zu einem Weltkonzern befördert hat.

## Leben
Katharina Sulzer-Neuffert wurde in eine wohlsituierte Apothekerfamilie im schwäbischen Leutkirch geboren. Durch finanzielle Schwierigkeiten war sie gezwungen, mit ihrer Schwester im Frühjahr 1795 das Heim zu verlassen und in der Schweiz eine Stelle als Haushalthilfe anzunehmen. Sie kam nach Winterthur und arbeitete beim Hofrat Johann Sebastian von Clais. Im Hause der Familie Clais wurde sie wegen ihres Charakters und Fleisses sehr geschätzt. Dort lernte sie auch den jungen Schlosser Jakob Sulzer kennen. Sein Vater besass die erste Messinggiesserei in Winterthur und stand in engen geschäftlichen Beziehungen zum Hause Clais.
Katharina Neuffert und Jakob Sulzer waren schon einige Jahre ein Paar, als sie am 9. Februar 1806 heirateten, nachdem die Firma Sulzer eine neue Werkstätte eröffnet hatte, die ihr Mann übernehmen konnte. In den Jahren 1806 und 1809 kamen die Söhne Johann Jakob und Salomon zur Welt.

### Familie Sulzer
Die Wurzeln der Winterthurer Familie Sulzer führen bis ins Jahr 1408 zurück. Das Geschlecht übte in der Stadt seit jeher einen beachtlichen Einfluss aus, sowohl im wirtschaftlichen und politischen als auch im gesellschaftlichen Leben waren die Sulzer präsent. Insgesamt brachten sie über die Jahrhunderte vier Schultheissen bzw. Stadtpräsidenten und 16 Stadträte hervor. Im 19. Jahrhundert bildeten sie die mit Abstand grösste örtliche Bürgerfamilie. Salomon Sulzer, genannt der Ältere, wurde 1751 als einziger Sohn des Gastwirts des Restaurants «Zum Wilden Mann» am Obertor 3 geboren. Er erlernte das Handwerk des Silberdrehers und gründete dann die erste Messinggiesserei. Sein Sohn Johann Jakob Sulzer erlernte denselben Beruf und übernahm die Werkstatt. Seine beiden Söhne Salomon Sulzer-Sulzer und Johann Jakob Sulzer-Hirzel bauten den Betrieb zum Globalen Unternehmen aus, mit tatkräftiger Hilfe ihrer Mutter Katharina.

### Unternehmen Gebrüder Sulzer
Katharina Sulzer-Neuffert unterstützte ihren Mann mit all ihren Kräften. Anfangs hatten sie grosse wirtschaftliche Probleme, und ihr Ehemann litt an starken Gemütsschwankungen, die ihn auch ans Aufgeben denken liessen. Sie wollten aber den Betrieb den beiden Söhnen übergeben und schickten sie nach einer Ausbildung im Familienbetrieb zur Weiterbildung ins Ausland. 1834 übergaben sie an ihre beiden Söhne, welche grosse Ausbaupläne hatten. Diese konnten aber nur mit Fremdkapital verwirklicht werden, was der Vater nicht wollte, bis ihn seine Frau überzeugen konnte. Damit begann die Expansion zum noch heute bestehenden Weltkonzern SULZER.
1853 starb der Ehemann. Katharina Sulzer-Neuffert starb, nach einem schweren Gichtleiden, 1858 im achtzigsten Lebensjahr. 
Sie erlebten nicht mehr, wie das Familienunternehmen weiter wuchs und in verschiedenen Bereichen vom Lokomotivenbau bis zur Medizinaltechnik tätig war. Der Konzern durchlebte aber auch mehrere Krisen und wurde immer wieder reorganisiert. Auch die Besitzverhältnisse veränderten sich, so war die Mehrheit der Aktien auch einige Zeit bei russischen Eigentümern.

## Schaffen

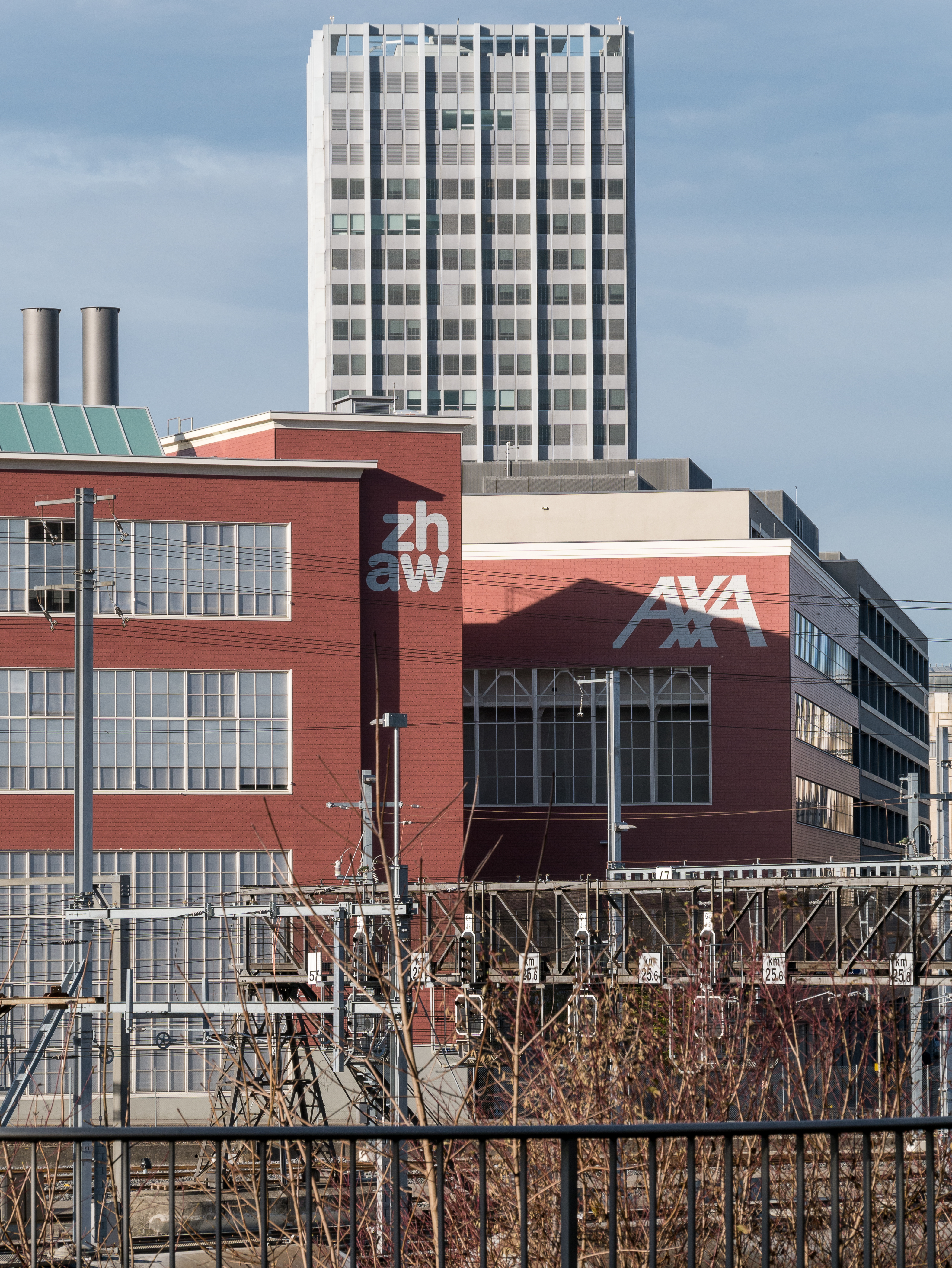
Ehemaliges Fabrikgebäude und Bürohochhaus der Firma Sulzer in Winterthur

In einer Biographie über Katharina Sulzer-Neuffert von Alexander Isler wird ihr Einfluss auf das Geschehen in der Familie und im Betrieb herausgestrichen. Sie war eine tatkräftige Frau und kochte lange Zeit das Mittagessen für die ganze Belegschaft, die schon bald auf 50 Personen angestiegen war. Daneben wurde sie auch als sehr gute Mutter und verlässliche Ehefrau beschrieben. Es sei ihr immer ein Anliegen gewesen, dass es den Sulzer-Arbeitern am besten ginge. So ist sie auch in Winterthur als wichtige Person in Erinnerung geblieben.

## Ehrungen und Gedenken
Das alte Fabrikgelände von Sulzer mitten in der Stadt Winterthur wurde für Wohnungen und Gewerbe umgenutzt. Im neuen Zentrum wurde der Platz 2013 nach der Gründermutter «Katharina Sulzer-Platz» benannt.